# 줌인 게임천국
《줌인 게임천국》은 2002년 4월 4일부터 2005년 4월 21일까지 MBC TV에서 방송된 게임 정보 프로그램이다.

## 기획의도
- 디지털 시대! 게임도 문화다!! 컴퓨터와 인터넷의 보급으로 급성장한 게임시장!! 이제 게임은 더 이상 매니아만을 위한 프로그램이 아니라, 남녀노소 누구나 즐기는 하나의 문화로 자리 잡고 있다. 심지어 길거리에서도 휴대폰을 이용해 게임을 즐기고 있는 이 시점에서 이제는 누구나 쉽게 보고 즐길 수 있는 프로그램이 필요하다. 기존의 매니아 위주의 게임, 온라인상의 게임, 유행에 국한된 게임 정보 프로그램에서 탈피하여 보다 이해하기 쉬운 게임 소개와 해설을 추구하고 우리 주변에서 남녀노소 누구나가 쉽게 접할 수 있는 게임을 다룸으로써 게임문화 대중화에 앞장서고자 한다. 따라서 줌인! 게임천국은 게임을 중심으로 그 밖의 관련된 여러 가지 디지털 문화에 전반에 대해 알기 쉽고 재미있게 접근하는 차별화된 디지-테인먼트(Digital + Entertainment) 쇼를 지향한다.

## 코너 소개
- ① 게임 플러스 : 국내는 물론 해외신작까지! 최근 출시된 게임 리뷰와 한 주간 있었던 게임뉴스를 전해드립니다.
- ② 김진표의 게임 X-file : 게임계의 알뜰공략가 김진표가 알려드리는 게임 리뷰&공략! 게임의 매력과 숨어있는 재미를 찾아드리는 리뷰와 How to 필승비법과 진표가 뽑은 베스트 스테이지 공략법 소개!
- ③ 무한대결 겜생겜사 : 연예인과 게임 고수가 함께 펼치는 이색대결. 스타가 직접 해당 게임의 고수에게 게임을 배우면서 고수들만의 노하우와 게임에 대한 팁을 알아본 후 연습한 실력을 바탕으로 게임 대결을 펼칩니다.
- ④ 게임 人 게임 : 게임과 관련된 별난 사람들, 다양한 사람들을 찾아갑니다.
- ⑤ 인사이드 게임 : 한 주간 발표된 게임계 뉴스를 신속정확하게 전달해 드립니다.
- ⑥ 줌인! 온 플레이 : 화제의 온라인 게임을 선정. 게이머, 전문가, 그리고 개발자들을 만나서 장점과 문제점들을 진단하고 집중적으로 분석해 봅니다.
- ⑦ 김생민의 I LOVE GAME : 게임이 좋다! 재미있어 더 좋다! 김생민이 얘기하는 재미있는 게임 이야기! 게임과 관련된 다양하고 이색적인 주제들을 생민의 독특한 시각으로 재미있게 풀어봅니다.
- ⑧ 줌인! 주크박스 : 게임천국이 엄선한 주옥같은 게임음악들을 들려드립니다.

## 진행자
- 김진표 가수 (남)
- 류수민 아나운서 (여)

## 역대 진행자
- 박혜진 아나운서 (여)